# Waldemar Frahm
Waldemar Frahm (* 14. September 1902 im Deutschen Reich; † 4. Juni 1969) war ein deutscher Schauspieler und Sänger bei Bühne und Film.

## Leben und Wirken
Frahm erhielt seine künstlerische Ausbildung kurz nach Ende des Ersten Weltkriegs und begann 1920 im Chor des Berliner Theaters. Verpflichtungen als Sänger respektive Schauspieler führten ihn in der Folgezeit in die deutsche Provinz, nach Krefeld, Bielefeld, Breslau, Chemnitz und schließlich (in den späten 1930er Jahren) an das Münchner Theater am Gärtnerplatz. An der dortigen Bayerischen Staatsoperette feierte Frahm bis zur von Goebbels verfügten Schließung sämtlicher Bühnen im Dritten Reich einige Erfolge. Nach dem Krieg band sich Waldemar Frahm nicht mehr fest an ein bestimmtes Haus. Beim Film (Debüt 1941/42) regelmäßig seit Beginn der 1950er Jahre aktiv, verkörperte der Künstler bis kurz vor seinem Tod zumeist kleinere Chargen wie einen Butler, einen Anwalt, einen Lord oder einen Richter.

## Filmografie
- 1942: Kleine Residenz
- 1950: Aufruhr im Paradies
- 1952: Der Weibertausch
- 1953: Die geschiedene Frau
- 1953: Tante Jutta aus Kalkutta
- 1954: Gefangene der Liebe
- 1954: Ewiger Walzer
- 1955: Es geschah am 20. Juli
- 1956: Beichtgeheimnis
- 1957: Und abends in die Scala
- 1958: Scala – total verrückt
- 1958: U 47 – Kapitänleutnant Prien
- 1961: Elisabeth von England (Fernsehfilm)
- 1962: Sherlock Holmes und das Halsband des Todes
- 1963: Es war mir ein Vergnügen
- 1963: Meine Frau Susanne (TV-Serie, Folge Die Sprechstundenhilfe)
- 1966: Heißes Pflaster für Spione
- 1967: Pension Clausewitz
- 1968: Sein Traum vom Grand Prix (TV-Serie, eine Folge)